# Saint-Denis-d'Orques
Saint-Denis-d'Orques é uma comuna francesa na região administrativa do País do Loire, no departamento de Sarthe. Estende-se por uma área de 47.17 km². Em 2010 a comuna tinha 797 habitantes (densidade: 16,9 hab./km²).